# 西炮台遗址
40°40′01″N 122°09′51″E / 40.6670054°N 122.1640582°E
西炮台遗址，原名营口大炮台，位于中国辽宁省营口市西市区辽河入海口左侧渤海岸畔，因炮台位于营口市区西端，民间俗称“西炮台”。1963年，辽宁省委公布西炮台遗址为辽宁省文物保护单位。1991年，辽宁省人民政府公布其为辽宁省爱国主义教育基地，营口市政府公布其为国防教育基地。2006年，中华人民共和国国务院（国发[2006]19号）公布西炮台遗址为第六批全国重点文物保护单位。

## 结构与部署
西炮台整体建筑包括：炮台、护台壕沟、城墙、城门、影壁墙、蓄水池、水洞、吊桥、军械库、火药库和兵营等，占地面积约6万平方米。炮台共有三座，一大二小呈品字形布局，形制相同，大炮台居中，也是制高点，二小炮台分列两侧，三条马道从台顶直通兵营。台顶周围筑有矮墙，墙下是密置的暗炮眼八孔，面向大海，与三座台顶火炮构成了交叉火力网，可以有效地控制海面和滩涂射程内的区域。

## 沿革
- 光绪七年（1881年），清政府为了保护东北门户，加强海防，谕令北洋通商大臣会同盛京将军扎饬奉锦山海关兵备道续昌度量要塞地形，于辽河入海口东岸，修筑炮台一座。[1]
- 光绪十二年（1886年），炮台建造成功。炮台内置20生的炮2尊（“生的”为旧时英文“厘米”的音译），15生的炮4尊，10生的炮4尊，三楞铜炮6尊，洋装炮36尊，以资防御。[1]
- 1894年，中日甲午战争爆发，营口失守后，炮台与兵营一并被日军破坏。
- 1900年8月12日，俄兵占领营口后，又将西炮台在甲午战争后添置的巡船尽数捣毁，所存弹药、服装等也全部损失，二百间兵营拆除的材料运到市区建了当时的俄国民政厅，即今营口俄国领事馆旧址。[1]
- 1949年后，西炮台由中国人民解放军第39军驻守。由于军事需要，在主炮台上建筑了一座了望水泥楼，在炮台临海一侧的西围墙上安装了4个铁碉堡。
- 1987年，珠江电影制片厂来营口拍摄电影《大清炮队》时，拆除了水泥瞭望楼，恢复了西炮台的原貌。
- 2013年，西炮台主炮台克虏伯火炮复制落成。[1]